# Paguristes foresti
Paguristes foresti is een tienpotigensoort uit de familie van de Diogenidae. De wetenschappelijke naam van de soort is voor het eerst geldig gepubliceerd in 1971 door Scelzo.